# Fannia tescorum
Fannia tescorum är en tvåvingeart som beskrevs av Chillcott 1961. Fannia tescorum ingår i släktet Fannia och familjen takdansflugor. Inga underarter finns listade i Catalogue of Life.